# SamSam il cosmoeroe
SamSam il cosmoeroe (SamSam) è una serie animata francese-belga del 2007, creata da Serge Bloch e diretta da Tanguy de Kermel.
Basata sui personaggi dei fumetti di Bayard Jeunesse, la serie è stata trasmessa per la prima volta in Francia su France 5 dal 3 luglio 2007, per un totale di 91 episodi ripartiti su due stagioni. In Italia la serie è stata trasmessa fino al 28 aprile 2008.

## Episodi

### 1ª Stagione
1. Gli occhi quadrati
2. L'attacco dei BagnaLettini
3. Niente giocattoli per i piratroci
4. Ritorno a Marfe
5. La rivolta della casa
6. PuzzoZozzo diventa pulito
7. L'albero delle carte magiche
8. SamSam ballerino
9. Il pianeta degli specchi
10. SuperJulie e i Bagnalettini
11. Niente più baci per SamSam
12. Soldini e dentini
13. L'orsacchiotto più adorabile dell'universo
14. SamAtroce il piratroce
15. Doppia festa di compleanno
16. Super Papà
17. Invito per mostri
18. L'invisibile SamSam
19. Da cacciatore a preda
20. E se scambiassimo i bambini?
21. I marfoniani
22. SamSam non vuole fare la nanna
23. Il mostro senza nome
24. Lo spazio è malato
25. L'Ospite di sua maesfà
26. Una maestra da sogno
27. Il pianeta dei mostri
28. Gli amici di PuzzoZozzo
29. Giochi da ragazzi
30. Il gigante marfiano
31. Una giornata da incubo
32. Persi nello spazio
33. SamSam e le Pulci Puzze
34. Kiki il ladro
35. Un piratroce a scuola
36. Una strana babysitter
37. Ospite a sorpresa
38. L'ombra di SamSam
39. La grande vergogna
40. Il tesoro di Barbaferoce
41. La sfida
42. Il mio figliastro
43. La forza delle ragazze
44. La grande gara spaziale
45. SuperJulie è scomparsa
46. Il nuovo lavoro di PuzzoZozzo
47. Che errore galattico!
48. La più grande paura di SamSam
49. Cosa è successo a SamTeddy?
50. Missione segreta
51. Prendersi cura dello spazio
52. Marfiale è troppo gentile

### 2ª Stagione
1. Per una manciata di Dolcetti
2. Tutti per uno, uno per tutti
3. La risata di SamSam
4. Il tesoro di Fenere
5. Un cosmoeroe di troppo
6. Il CosmoIngorgo
7. Le stelle magiche
8. La porta dei cosmoeroi
9. Il robot di SamPapy
10. Il Magno-Mix
11. Il cosmo-gelato
12. La Marfelevisione
13. Fagiolino impara a volare
14. Il pianeta degli slemo-sauri
15. Le marf-caramelle
16. Il cosmo-cercatore relativo con scanner
17. Perdita di memoria
18. Il grande SamSam
19. L'anello paralizzante
20. Un interruttore per spegnere le stelle
21. Un cane abbandonato
22. Il nuovo professore
23. Missioni con il Sig. George
24. La gentilezza di Marfiale Primo
25. La torta marfiana
26. Cosa succede a SamSam?
27. Il fratello del Sig.George
28. I colori stanno scomparendo!

### 3ª Stagione
1. La sfida dei papà
2. Il teletrasportasam 3000
3. Scambio di persona
4. Clacson e SuperTeddy
5. La sfida delle caramelle
6. Una bottiglia nello spazio
7. La superbolla
8. L'amico Mini-Mino
9. L'odore della felicità
10. Amicizie in pericolo
11. Il raggio congelatempo
12. Il piccolo UàUà
13. Lezioni di pronuncia
14. Il respiro del cosmo
15. Il pianeta Millemele
16. Le strane rocce
17. SamSam accentratore
18. Il pianeta Specchio
19. Riciclo cosmico
20. La pietra a forma di cuore
21. Scambio di superpoteri
22. Alla ricerca del pianeta Mimetico
23. Re per un giorno
24. Il grande gelo
25. Il nuovo amico di SamTeddy
26. La ricetta segreta

### Sigle televisive
Le prime due stagioni sono arrivate in Italia inizialmente sulla Rai con il titolo SamSam il cosmoeroe e la sigla interpretata da Federica Angelosante.
Per la terza stagione la serie va in onda sul canale Frisbee della Warner Bros. Discovery, con il nuovo titolo SamSam avventure cosmiche e la sigla italiana interpretata da Stefano Bersola.

## Personaggi e doppiatori

### Personaggi principali
- SamSam, voce originale di Téo Echelard e Max Renaudin, italiana di Tatiana Dessi.
- SamTeddy (in originale: SamNounours), voce originale di Hervé Rey e Tom Trouffier, italiana di Angela Brusa.
- SuperJulie, voce originale di Claire Bouanich, italiana di Monica Ward.
- Fagiolino (in originale: Petit Pôa), voce originale di Lewis Weill, italiana di Alessandro Rigotti.
- SamPapi (in originale: SamPapa), voce originale di Damien Boisseau, italiana di Fabrizio Odetto.
- SamMami (in originale: SamMaman), voce originale di Marie-Eugénie Maréchal, italiana di Alessandra Korompay.

### Personaggi ricorrenti
- PuzzoZozzo (in originale: Crapouille), voce originale di Philippe Spiteri, italiana di Stefano Brusa.
- BarbaFeroce (in originale: Barbaféroce), voce originale di Jean-François Kopf, italiana di Roberto Stocchi.